# Јаков Милатовић
Јаков Милатовић (Титоград, 7. децембар 1986) црногорски је економиста и политичар. Председник Црне Горе је од 20. маја 2023. године.
Након школовања, усавршавања и вишегодишњег рада у иностранству, вратио се у Црну Гору гдје се као експерт прикључио Влади Здравка Кривокапића на функцији министра економског развоја. Један је од оснивача и замјеник предсједника политичког покрета Европа сад. Кандидовао се за предсједника Црне Горе на изборима 2023. године гдје је убедљиво побиједио тадашњег предсједника Мила Ђукановића у другом кругу са 58.88% гласова.

## Младост и образовање
Милатовић је рођен 7. децембра 1986. године у Титограду, СР Црна Гора, СФР Југославија. У родном граду је завршио основну школу и Гимназију „Слободан Шкеровић“. У свом годишњаку из 2005. године стајало је да ће Милатовић за 10 година постати предсједник Црне Горе.
Његов прадеда био је учесник чувене битке на Мојковцу 1916. године. Касније, тај његов прадеда се заједно са његовим дедом, током Другог свјетског рата, борили на страни Народноослободилачке војске Југославијe (НОВЈ). Отац Јакова Милатовића био је српско-црногорски униониста и један од оснивача Социјалистичке народне партије (СНП) 1997. године. А Милатовић је и лично тврдио да његов отац није могао да нађе запослење због противљења Демократској партији социјалиста (ДПС).
Основне студије у области економије, Јаков је завршио на Економском факултету Универзитета Црне Горе са просјечном оцјеном 10 и био је студент генерације. Добитник је бројних домаћих признања од Министарства просвјете, Универзитета Црне Горе, Министарства спољних послова и других организација у Црној Гори, као и неколико иностраних стипендија. Као стипендиста америчке владе провео је једну студијску годину на Државном универзитету Илиноиса, док је као стипендиста аустријске владе провео један семестар на Универзитету за економију и бизнис у Бечу, а као стипендиста Европске комисије провео је једну студијску годину на Универзитету у Риму. Магистарске студије у области економије завршио је на Универзитету Оксфорд као стипендиста британске владе.

## Пословна каријера
Радно искуство започео је у НЛБ банци у Подгорици као дио тима за управљање ризиком, а затим је радио и у Дојче банци у Франкфурту, као дио тима за процјену кредитног ризика земаља, са фокусом на земље Централне и Источне Европе. Од 2014. године радиo je у Европској банци за обнову и развој у тиму за економску и политичку анализу, прво као економски аналитичар за регион југоисточне Европе а затим је унапријеђен на позицију економисте, гдје је покриваo земље Западног Балкана из канцеларије у Подгорици. Године 2018. унапријеђен је у главног економисту са задатком да покрива земље Европске уније, укључујући Румунију, Бугарску, Хрватску и Словенију из канцеларије у Букурешту.
Милатовић је похађао разне програме и курсеве ради усавршавања, као што су програми Уједињених нација у Њујорку, њемачке Фондације Конрад Аденауер у Подгорици, Амбасаде Црне Горе у Риму, Канцеларије за међународну сарадњу Економског факултета у Подгорици, Оксбриџког академског програма у Оксфорду, Међународног монетарног фонда (ММФ) у Лондону, Лондонске школе економије (LSE) и Универзитета у Пекингу, Лидерске академије Универзитета Стандфорд и Универзитета у Београду.
Писао је стручне текстове за Вијести.

## Политичка каријера
Јаков Милатовић био је министар економског развоја у Влади Здравка Кривокапића од 4. децембра 2020. до 28. априла 2022. године. Током свог мандата, Милатовић и министар финансија Милојко Спајић представили су и спровели контроверзни програм економских реформи „Европа сад“.
Милатовић и Спајић су 2022. године основали политичку организацију Европа сад (ПЕС). Спајић је изабран за предсједника, а Милатовић за заменика предсједника. Европа сад је учествовала на локалним изборима 2022. године. Милатовић је био носилац листе на изборима у Подгорици када је његова листа освојила 21.7% гласова, Милатовић је тада сматран за будућег градоначелника Подгорице.
Крајем фебруара 2024. поднио је оставку на све страначке функције. Он је на друштвеним мрежама објавио да је досадашњи начин рада супротан обећаном и вредностима које је имао на уму приликом стварања ПЕС-а.

### Кампања за предсједничке изборе 2023.
У марту 2023. године, Милатовић се кандидовао за предсједника Црне Горе након што је Спајићеву кандидатуру одбила Државна изборна комисија (ДИК), пошто је откривено да посједује и држављанство Србије. У првом кругу избора Милатовић је освојио 28.92% гласова, док је у другом кругу убедљиво побједио тадашњег предсједника Мила Ђукановића са 58.88% гласова и тако изабран за новог предсједника Црне Горе. Најавио је да ће његова прва инострана посета бити Бриселу.

### Предсједник Црне Горе
Јаков Милатовић је за предсједника Црне Горе инаугурисан 20. маја 2023. године у Скупштини Црне Горе у Подгорици. Његовој инаугурацији присуствовали су Александар Вучић, Зоран Милановић, Жељка Цвијановић, Жељко Комшић, Денис Бећировић, Бајрам Бегај, Вјоса Османи и Галаб Донев, док је Папа Фрања честитао Милатовићу почетак мандата.

## Политичке позиције
Његове политичке позиције су описане као центристичке. Гласао је за независност Црне Горе на референдуму 2006. године. Пре уласка у политику гласао је за СНП, Демократску Црну Гору и за коалицију За будућност Црне Горе (ЗБЦГ).

### Спољна политика
Према његовим ријечима, Милатовић подржава приступање Црне Горе Европској унији. Такође, он се залаже за боље односе између Србије и Црне Горе. Милатовић подржава увођење санкција Русији због њене инвазије на Украјину, што сматра актом агресије. Назвао је нереалним приједлоге о повлачењу признања независности Републике Косово, наводећи да је Косово међународно призната држава. Милатовић је изјавио да се слаже са пресудом Међународног суда правде о масакру у Сребреници, коју је тај суд класификовао као геноцид. Такође, подржава иницијативу Отворени Балкан.

## Приватни живот
Ожењен је Миленом, и са њом има троје дјеце, кћерке Сару и Ану и сина Давида. Вјерник је Српске православне цркве (СПЦ) и крштен је у манастиру Острог. Изјашњава се као Црногорац по народности и говори српским језиком.